# Ânglico escocês de Úlster
O ânglico escocês de Úlster, escocês de Úlster ou scots de Úlster, também conhecido como Ullans, hiberno-scots ou scots-irlandês (em ânglico escocês: Ulstèr-Scotch, em irlandês: Albainis Uladh), refere-se à diversidade da língua ânglica escocesa (por vezes referido como "escocês das Terras Baixas", em contraste com a língua gaélica das Terras Altas), é falado em partes da província de Úlster, que abrange os seis condados da Irlanda do Norte e três da República da Irlanda.
Os falantes nativos são tradicionalmente chamados, simplesmente, de Scots, Braid (ou Broad) ou Scotch — tal como fez o irlandês James Orr em The Irish Cottier's Death and Burial: "To quat braid Scotch, a task that foils their art; For while they join his converse, vain though shy, They monie a lang learn'd word misca' an' misapply".
Ullans é um neologismo portmanteau da fusão de Ulster e Lallans — para o escocês das Terras Baixas — cunhado pelo médico, político e historiador amador Dr. Ian Adamson. A revista da Ulster-Scots Language Society também é chamada Ullans, ostensivamente a partir de "Ulster-Scots language in literature and native speech", mas em última análise a partir da outra contracção. O linguista alemão Manfred Görlach faz a distinção entre a expressão "escocês de Ulster" (a histórica variedade falada) e "Ullans" (a variedade literária reavivada).
Hiberno-scots, ao contrário do "scots de Ulster", refere-se apenas a uma tradição linguística; é também espelhada da definição ´linguística "Hiberno-inglês". O romancista William Carleton refere no prefácio da primeira edição do seu livro Traits and Stories of the Irish Peasantry (vol. 1, 1.ª série, Dublin, 1830) a "Scoto-Hibernic jargon". O linguista James Milroy utilizou o termo "Hiberno-escocês" já na década de 1980.